# Denean Howard-Hill
Denean Howard-Hill, född den 5 oktober 1964, är en amerikansk före detta friidrottare som tävlade i kortdistanslöpning främst på 400 meter.
Howard-Hills främsta meriter är som en del av amerikanska stafettlag på 4 x 400 meter. Vid Olympiska sommarspelen 1984 sprang hon i försöken i det lag som senare vann guld. Både vid Olympiska sommarspelen 1988 och 1992 ingick hon i stafettlag som blev silvermedaljörer. Hon ingick även i USA:s bronslag från VM 1987.
Individuellt var hon i final på 400 meter vid OS 1988 där hon slutade sexa.

## Personliga rekord
- 400 meter - 49,87 från 1988